# Queen Victoria Building

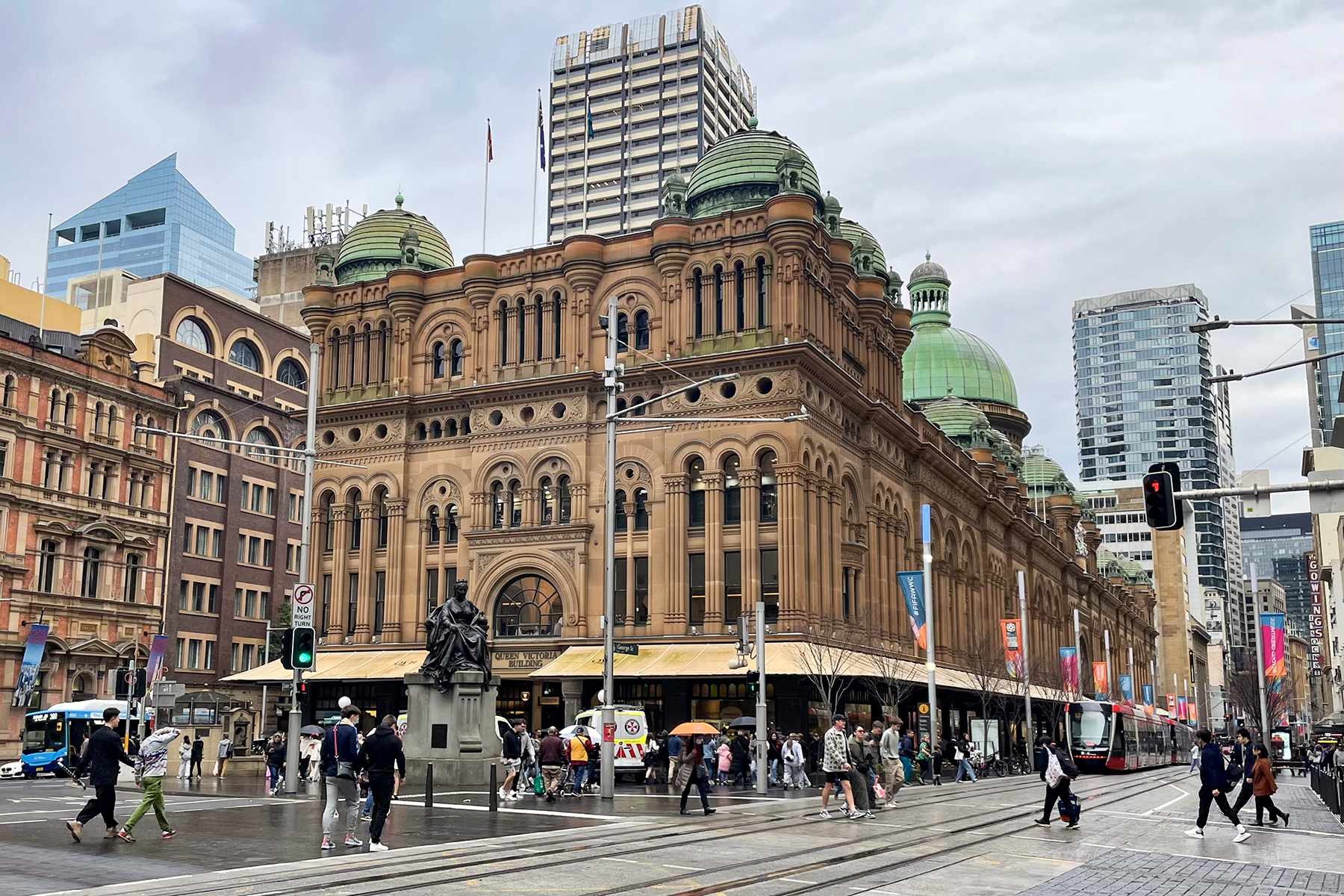
Die Südseite des Queen Victoria Building

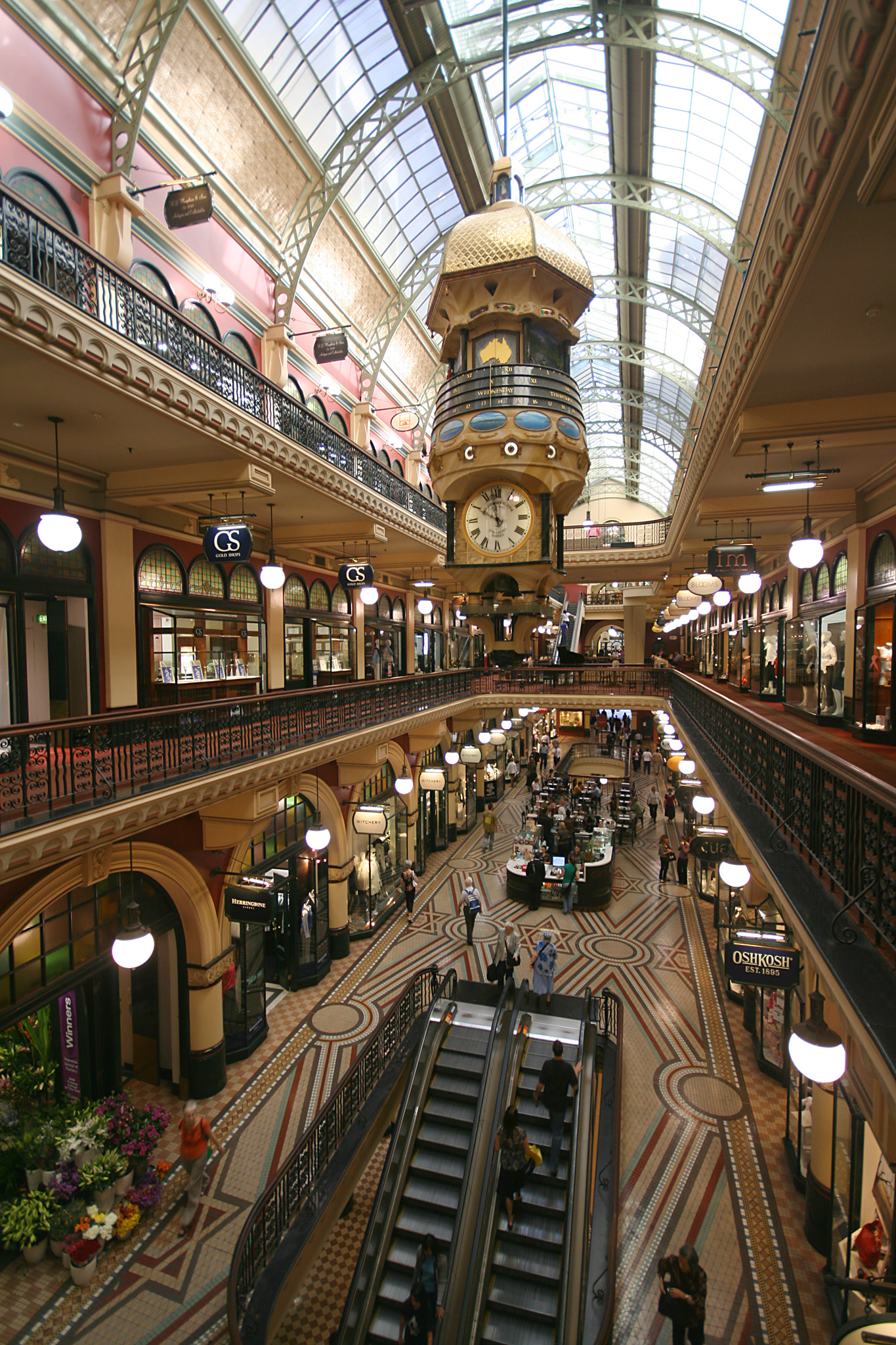
Im Innenraum befinden sich mehrere Stockwerke mit Arkaden

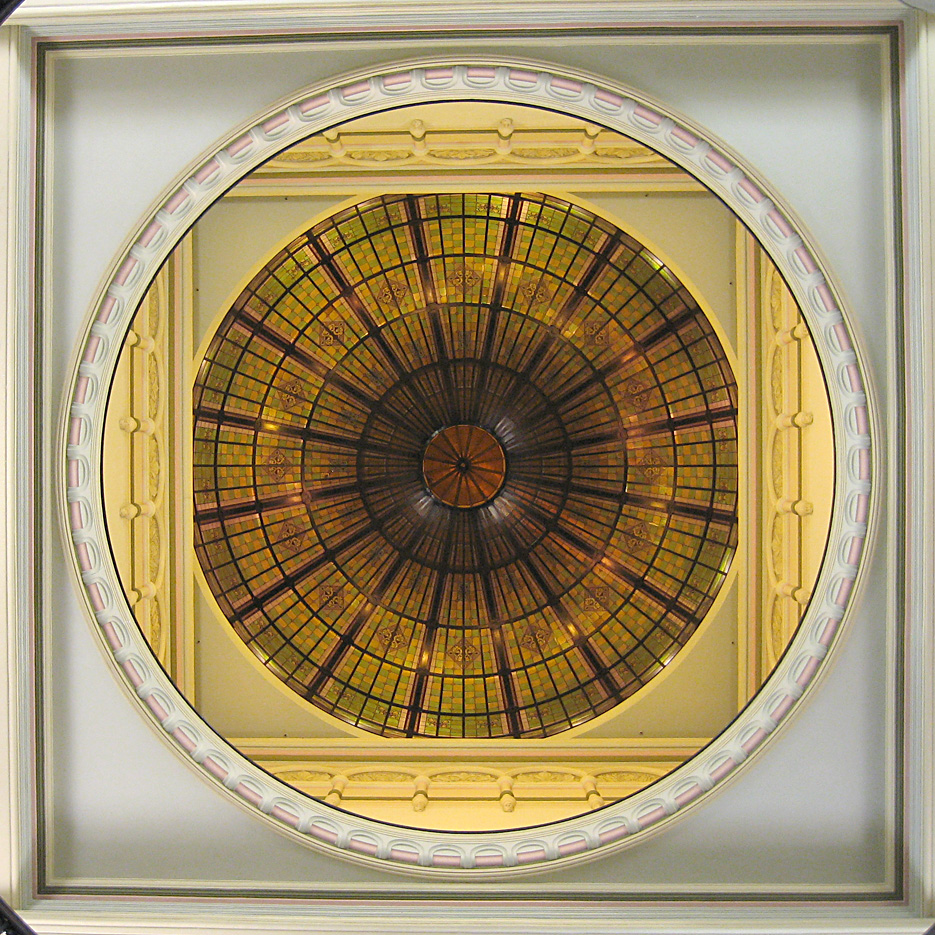
Die große Kuppel von innen

Das Queen Victoria Building oder QVB ist ein prunkvolles viktorianisches Gebäude im Zentrum von Sydney. Die neoromanische Architektur des schottisch-australischen Architekten George McRae bildet einen starken Kontrast zu den modernen Bauten der Umgebung. Das QVB, 190 m lang und 30 m breit, füllt einen ganzen Block zwischen George Street, Market Street, York Street und Druitt Street aus.

## Geschichte
Auf dem Grundstück, ursprünglich der erste Marktplatz Sydneys, sollte unter Gouverneur Lachlan Macquarie ein großer öffentlicher Platz entstehen. Der Entwurf stammte von Francis Greenway. Nach 1830 wurden vier steinerne Markthallen nach Plänen von Ambrose Hallen errichtet, in der Folge wurde der Standort gewählt, um ein „wunderbares Handelszentrum“ („a marvellous centre of trade“) zu bauen.
Für das Gebäude von der Größe einer Kathedrale lieferte George McRae, ein schottischer Architekt, der 1884 nach Australien emigriert war, die Pläne. Da im Bauboom zu Ende des 19. Jahrhunderts nach Meinung der Stadtväter kein Stil dominieren sollte, legte McRae vier Entwürfe in verschiedenen Stilen vor: Gotik, Renaissance, Queen-Anne-Stil und Romanik.
Der Stadtrat wählte die viktorianische Neoromanik. Der eklektische Entwurf mit seinem außerordentlichen Detailreichtum an Säulen, Bögen, Reliefs, Friesen und Ornamentik ist von der Neoromanik des amerikanischen Architekten Henry Hobson Richardson beeinflusst.
Der 1898 fertiggestellte Bau wurde zuerst George Street Market genannt, später Queen Victoria Building. Das Gebäude beherbergte eine Konzerthalle; in den inneren Arkaden befanden sich Kaffeestuben und Läden von Schneidern, Textilhändlern, Frisören und Blumenhändlern. Über die Jahrzehnte kam es zu vielen Änderungen. Aus der Konzerthalle wurde die öffentliche Bücherei, die Büros der Stadtverwaltung verdrängten viele der Händler.
Nach und nach verfiel das Gebäude und sollte schließlich 1959 abgerissen werden, doch in den 1970er Jahren wurde es restauriert und ist heute Sitz einer Vielfalt von Geschäften und Markenboutiquen.

## Architektur
Das Gebäude wird von der großen zentralen Kuppel dominiert. Die Innenseite zeigt Glasornamente, die Außenseite hat eine Kupferdeckung. Viele kleinere Kuppeln zieren die Dachlinie, besonders treten die etwas größeren an den Ecken des Gebäudes hervor.
Bemalte Fenster, unter anderem eine Rosette mit der Darstellung der alten Wappen Sydneys, lassen Licht in die zentrale Halle. Von der zentralen Kuppel verlaufen bogenförmige Dachfenster Richtung Süden und Norden. Die verwinkelten Kolonnaden, Arkaden, Balustraden und Kuppeln zeugen vom viktorianischen Schwulst.
Auf vier Stockwerken liegen Einzelhandelsgeschäfte, die drei oberen Stockwerke sind offen und werden von einem Schmiedeeisengeländer umgeben. Viele der Kacheln, vor allem unter der zentralen Kuppel, sind noch im Originalzustand. Unterirdische Passagen führen zur Town Hall railway station und zu einem Food-Court.

### Innenansicht

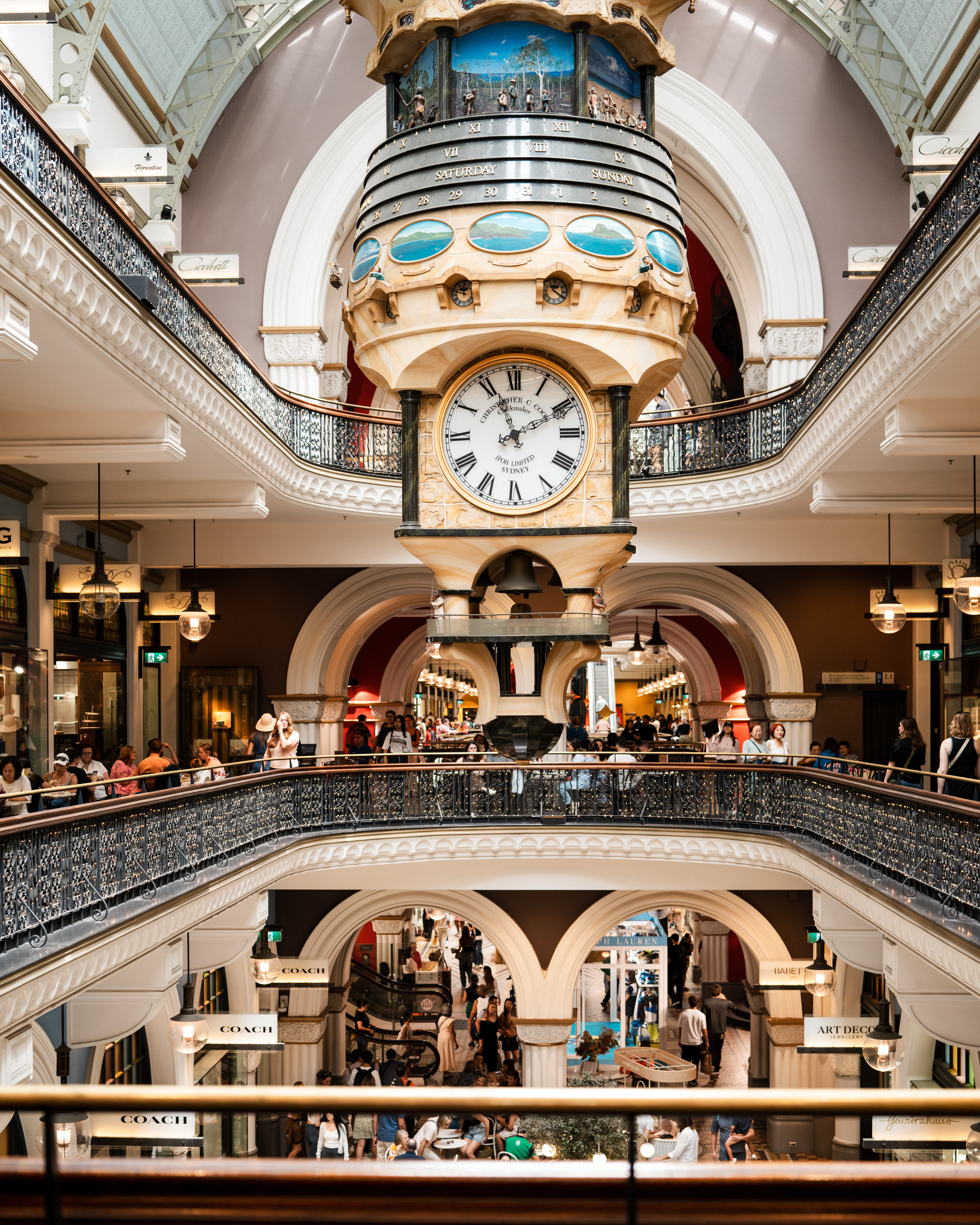
The Great Australian Clock

Zwei große mechanische Uhren mit beweglichen Figuren dominieren die beiden Gebäudeflügel und sind von der obersten Etage aus der Nähe zu sehen. Die Royal Clock wurde von Neil Glasser entworfen und von Thwaites & Reed aus Hastings, England, hergestellt. Sie zeigt Szenen aus dem englischen Königreich von der Unterzeichnung der Magna Carta durch Johann Ohneland bis zur Hinrichtung von König Charles I. Die Great Australian Clock wurde von Chris Cook gestaltet und wiegt vier Tonnen. Sie zeigt 33 Szenen aus der australischen Geschichte, sowohl aus europäischer wie auch aus der Sicht der Aboriginals. Ein Aboriginal-Jäger umkreist die Uhr und symbolisiert damit den unendlichen Lauf der Zeit.
Viele Denkmäler und historische Schaukästen bereichern den Innenraum. Besonders eindrucksvoll ist der Glaskasten mit einer langsam rotierenden lebensgroßen Puppe, der Queen Victoria am Tag ihrer Krönung inmitten der englischen Kronjuwelen zeigt.

### Außenansicht
Am Südenende liegen die Bicentennial Plaza und das Rathaus, die Sydney Town Hall. Den Platz akzentuiert eine Statue der Königin Victoria, geschaffen von John Hughes. Sie stand ursprünglich vor dem Irischen Parlamentsgebäude in Dublin und wurde 1947 der Bevölkerung von Sydney geschenkt. Sie steht seit 1987 an ihrem heutigen Platz.
In ihrer Nähe befindet sich ein „Wunschbrunnen“ mit Victorias Lieblingshund Islay.